# توناواندا (حوزه سرشماری)، نیویورک
توناواندا (به انگلیسی: Tonawanda) یک منطقهٔ مسکونی در ایالات متحده آمریکا است که در شهرستان ایری، نیویورک واقع شده‌است. توناواندا ۴۸٫۳ کیلومتر مربع مساحت و ۵۸٬۱۴۴ نفر جمعیت دارد و ۱۷۵ متر بالاتر از سطح دریا واقع شده‌است.